# Goudreserve
Een goudreserve is een strategische voorraad en wordt door sommige instellingen, waaronder veel centrale banken, aangehouden als opslag van waarde. De hoeveelheid goud in de kluizen van dergelijke instanties als valutareserve was in juli 2017 meer dan 33.000 ton.
Ook het Internationaal Monetair Fonds heeft een goudreserve, die bedraagt 2800 ton. Het is echter niet duidelijk of deze reserve het bezit van het IMF is of dat van haar lidstaten. Driekwart van dat goud werd gedoneerd door de G5-landen; Duitsland, Frankrijk, Japan, het Verenigd Koninkrijk en de Verenigde Staten.

## Nederlandse goudreserve
De Nederlandsche Bank (DNB), met de Nederlandse Staat als enige aandeelhouder, heeft een goudreserve van 612,5 ton. Het grootste deel van dit goud bevindt zich in het buitenland. Het goud dat opgeslagen is in Zeist vormt 30,8% van de totale Nederlandse goudreserve. De rest wordt bewaard bij de Federal Reserve in New York (31,3%), de Bank of Canada in Ottawa (19,8%) en de Bank of England (18,1%). Tussen 1992 en 1999 verkocht DNB zo'n 1100 ton van de goudvoorraad.
In de Tweede Wereldoorlog roofden de Nazi's het niet-geëvacueerde goud uit de DNB-kluizen, en verkochten dit om aan deviezen te komen. Onder andere Zwitserland kocht veel van dit roofgoud, en sinds die tijd bezit Zwitserland nog steeds 61 ton geroofd Nederlands goud.
In de Tweede Wereldoorlog werd het grootste deel van het Nederlandse goud in het buitenland opgeslagen. In haar boek Opgevangen in andijvielucht stelt Griselda Molemans op basis van archiefonderzoek dat een goudvoorraad (en waardepapieren) van banken en verzekeraars uit (het toenmalige) Batavia naar New York geëvacueerd is, maar dat na de oorlog tegen de eigenaren werd verteld dat het door de Japanners gestolen was (en dat ze er niets van terug zouden zien). 
De Nederlandsche bank heeft in 2014 122,5 ton van het Nederlands goud dat in de Verenigde Staten van Amerika opgeslagen lag teruggehaald. Dit was toen vier miljard euro waard. Sinds die tijd ligt 190 ton goud in Nederland opgeslagen, een derde van de officiële Nederlandse goudreserve.
Op 2 en 3 oktober 2020 werden 14 duizend baren goud en ongeveer duizend dozen met gouden munten vanuit de kluis van de Nederlandsche Bank aan het Frederiksplein in Amsterdam naar het pand van de voormalige gelddrukkerij Koninklijke Joh. Enschedé in Haarlem gebracht. Volgens de DNB was dit ruim 200 ton aan goud, meer dan de officiële Nederlandse goudvoorraad die er volgens DNB in Amsterdam werd bewaard. Aanleiding voor de verhuisoperatie was de start van de renovatie van het DNB-hoofdkantoor in Amsterdam.
Het goud is in de eerste helft van 2023 in het nieuwe DNB Cashcentrum op defensieterrein Camp New Amsterdam in Zeist opgeslagen.

## Belgische goudreserve
Tot het eind van de jaren 90 had België een goudvoorraad van 1303 ton. Tussen 1998 en 2000 werd 1000 ton verkocht en in 2005 werd de laatste 30 ton verkocht. Per eind 2014 had België nog 227 ton aan goud in de reserves.
Het overgebleven Belgisch goud is verspreid geraakt in het buitenland. Het wordt bewaard bij de Bank of England, en in mindere mate de Bank of Canada en de Bank voor Internationale Betalingen. Een 'zeer beperkte' hoeveelheid wordt in de Nationale Bank zelf opgeslagen.

## Lijst van goudreserves
De volgende lijst van de top 20 van landen wat betreft goudreserves, gerangschikt op hoeveelheid in ton, is afkomstig van de World Gold Council en gold voor september 2020.
| Rang | Land                          | Gewicht in ton | Gram per inwoner |
| ---- | ----------------------------- | -------------- | ---------------- |
| -    | Totaal                        | 33.050,7       |                  |
| 1.   | Verenigde Staten              | 8.133,5        | 26,343           |
| 2.   | Duitsland                     | 3.362,4        | 41,914           |
|      | Internationaal Monetair Fonds | 2.814,0        | 0,360            |
| 3.   | Italië                        | 2.451,8        | 41,252           |
| 4.   | Frankrijk                     | 2.436,1        | 38,812           |
| 5.   | Rusland                       | 2.299,4        | 16,030           |
| 6.   | China                         | 1.948,3        | 1,454            |
| 7.   | Zwitserland                   | 1.040,0        | 129,427          |
| 8.   | Japan                         | 765,2          | 5,975            |
| 9.   | India                         | 664,2          | 0,548            |
| 10.  | Nederland                     | 612,5          | 35,120           |
| 11.  | Turkije                       | 602,7          | 7,348            |
|      | Europese Centrale Bank        | 504,8          | 1,128            |
| 12.  | Taiwan                        | 422,7          | 17,908           |
| 13.  | Portugal                      | 382,5          | 37,126           |
| 14.  | Kazachstan                    | 380,4          | 19,924           |
| 15.  | Oezbekistan                   | 330,6          | 10,816           |
| 16.  | Saoedi-Arabië                 | 323,1          | 9,454            |
| 17.  | Verenigd Koninkrijk           | 310,3          | 4,718            |
| 18.  | Libanon                       | 286,8          | 52,435           |
| 19.  | Spanje                        | 281,6          | 5,630            |
| 20.  | Oostenrijk                    | 280,0          | 31,604           |